# Stephan Beurle
Stephan Beurle es un deportista austríaco que compite en vela en la clase Soling. Ganó una medalla de oro en el Campeonato Europeo de Soling de 2022.

## Palmarés internacional
| Campeonato Europeo | Campeonato Europeo | Campeonato Europeo | Campeonato Europeo |
| Año                | Lugar              | Medalla            | Clase              |
| ------------------ | ------------------ | ------------------ | ------------------ |
| 2022               | Attersee (Austria) | Medalla de oro     | Soling             |